# El-Sayed Abdelaal
El-Sayed Abdelaal es un deportista egipcio que compitió en levantamiento de potencia adaptado. Ganó dos medallas en los Juegos Paralímpicos de Verano, bronce en Sídney 2000 y plata en Atenas 2004.

## Palmarés internacional
| Juegos Paralímpicos | Juegos Paralímpicos | Juegos Paralímpicos | Juegos Paralímpicos |
| Año                 | Lugar               | Medalla             | Categoría           |
| ------------------- | ------------------- | ------------------- | ------------------- |
| 2000                | Sídney (Australia)  | Medalla de bronce   | –75 kg              |
| 2004                | Atenas (Grecia)     | Medalla de plata    | –75 kg              |